# Frauke Geupel
Frauke Geupel (geboortenaam Bicker - 14 april 1942 – 17 februari 1987) was een Duits wetenschapster gespecialiseerd in de prehistorie. Tijdens haar carrière legde ze zich vooral toe op de geschiedenis van de Oost-Berlijnse collectie van het Museum für Vor- und Frühgeschichte.

## Leven en werk
Geupel studeerde prehistorie en geschiedenis aan de Maarten Luther-Universiteit in Halle. Ze promoveerde daar in 1965 en verhuisde datzelfde jaar naar Berlijn om te gaan werken in het Oost-Berlijnse Museum für Vor- und Frühgeschichte op de Museumsinsel, dat twee jaar eerder was opgericht. In de beginjaren werkte ze vooral aan de herinventarisatie van oude bezittingen, daar de catalogusinhoud grotendeels was kwijtgeraakt als gevolg van de Tweede Wereldoorlog en de nasleep daarvan. In 1970 verliet de eerste waarnemend directeur, Werner Müller, het museum; Geupel volgde hem op. Ze bleef deze rol zes jaar lang vervullen; toen werd ze vervangen door Erik Hühns, de eerste vaste directeur van het museum. Het ontwerp van de permanente tentoonstelling werd in deze periode gemaakt. In 1983 nam Hühns ontslag, waarna Geupel wederom de rol van waarnemend directeur op zich nam tot 1984, toen Eva Zengel, de laatste directeur tot de hereniging van de collecties, de functie overnam. Samen met Ingrid Griesa gaf ze ook les als docent aan de Humboldtuniversiteit te Berlijn.
Gedurende haar tijd bij het Berlijnse museum was Geupel betrokken bij het ontwerp en de organisatie van verschillende belangrijke tentoonstellingen, waaronder Kunst van de Azteken in 1979 en Pre-Colombiaanse goudschatten in 1982. Laatstgenoemde was in samenwerking met de Bulgaarse Academie van Wetenschappen. De tentoonstelling was uiteindelijk ook buiten Berlijn te bezichtigen, te weten in Sofia, Moskou en Leningrad.

## Publicaties
Geupels proefschrift bleef ongepubliceerd. Desondanks legde ze zich jarenlang toe op publicaties: zo publiceerde ze regelmatig in het jaarboek van de Staatliche Museen zu Berlin, Forschungen und Berichte, maar ook in boeken over tentoonstellingen, zoals de Thracië-tentoonstelling en een tentoonstelling van de Berlijnse musea in Rome. Ook bloemlezingen waren onderdeel van haar oeuvre, zoals het liber amicorum SYMBOLAE PRAEHISTORICAE, gewijd aan Friedrich Schlette. In de eerste edities van de wijdverspreide museumgids van de Staatliche Museen zu Berlin, Schätze der Weltkultur, schreef Geupel het artikel over het Museum für Vor- und Frühgeschichte. In latere edities namen Eva Zengler en Almut Hoffmann haar werk over, hoewel zij hele passages uit Geupels oude bijdragen behielden. Geupel redigeerde ook het hoofdstuk over de collectie Prehistorie en vroege geschiedenis in het representatieve geïllustreerde boek over de Museuminsel, uitgegeven door Gerhard Rudolf Meyer en E. A. Seemann.

## Privéleven
Op 17 februari 1987 overleed Geupel op 44-jarige leeftijd.